# 한석규
한석규(한국 한자: 韓石圭, 1964년 11월 3일 ~ )는 대한민국의 배우이다.

## 배우 활동
한석규는 1990년 KBS 성우극회 제22기로 입사하여 성우로 활동하다가 이듬해인 1991년 MBC 탤런트 공채 제20기로 재입사, 1993년 《아들과 딸》을 통해 사람들의 뇌리에 각인되고, 1994년 《서울의 달》의 출연을 통해 스타덤에 오르게 된다. 이후 활동 무대를 스크린으로 옮겨 충무로에서도 흥행 배우로 거듭나게 된다. 그 때부터 TV보다는 영화에 전념했다. 데뷔작인 《닥터봉》부터 《쉬리》까지의 연속적인 흥행 성공으로 1990년대 중·후반 대한민국 영화계의 부흥기를 이끌었지만 1999년 《텔 미 썸딩》이후 긴 휴식기에 들어간다. 3년 간의 공백을 깨고 고소영과 출연한 《이중간첩》의 흥행 성적이 기대에 못 미치면서 흥행 배우로서의 경력에 균열이 일기 시작했으며 2006년 이범수, 김민정과 같이 공연한 《음란서생》을 제외한 다른 영화들이 매우 저조한 흥행 실적을 기록하였다. 이후 2011년 10월 SBS 드라마 《뿌리깊은 나무》로 16년 만에 브라운관으로 복귀, 재기에 성공하며 데뷔 후 첫 연기대상을 수상했다. 3년 뒤인 2014년 9월 동사 드라마 《비밀의 문: 의궤 살인 사건》에서 영조 임금 역할로 출연했으나 저조한 시청률을 기록하였고, 2016년 11월 동사 드라마 《낭만닥터 김사부》를 통해 두번째 연기대상을 수상했다. 2017년 영화 《프리즌》에서 교도소의 절대 제왕 익호 역으로 데뷔 27년 만에 첫 악역을 연기했다.

## 결혼
KBS 성우극회 시절부터 사귀게 된 KBS 21기 성우 임명주와 1998년에 결혼하여 2남 2녀를 두고 있다.

## 학력
- 1971년 ~ 1977년 서울숭례국민학교 (졸업)
- 1977년 ~ 1980년 용문중학교 (졸업)
- 1980년 ~ 1983년 용문고등학교 (졸업)
- 1983년 ~ 1989년 동국대학교 예술대학 연극영화학과 (학사)

## 경력
- 2010년 던롭코리아 젝시오 홍보대사

### 드라마
- 1990년 MBC 조선왕조 500년 《대원군》 ... 덕휘공 역(단역)
- 1990년 MBC 《전원일기》 ... 남면 우체국 견습 집배원 역(단역)
- 1990년 MBC 청춘드라마 《우리들의 천국》 ... 1기 현철 역
- 1991년 MBC 단막극 《MBC 베스트극장 - 달》 .. 가마꾼 역(단역)
- 1991년 MBC 월화 미니시리즈 《내 마음은 호수》  .. 법원 방청객 역(단역)
- 1991년 MBC 단막극 《MBC 베스트극장 - 우황청심환》 ... 방송 기자 역(단역)
- 1991년 MBC 단막극 《MBC 베스트극장 - 막차 탄 동기동창》 ... 법정방청객 역(단역)
- 1992년 MBC 창사 30주년 특별기획 드라마 《여명의 눈동자》 ... 서북청년단원 역(27회 출연, 단역)
- 1992년 MBC 단막극 《MBC 베스트극장 - 이브의 덫》... 행인 역(단역)
- 1992년 MBC 단막극 《MBC 베스트극장 - 쇼팽의 손》(단역)
- 1992년 MBC 단막극 《MBC 베스트극장 - 세월의 더께》 (단역)
- 1992년 MBC 월화드라마 《약속》 ... 현우의 친구 역(2회 출연, 단역)
- 1992년 MBC 8·15 특집 드라마 《춘원 이광수》 ... 학우 역(단역)
- 1992년 MBC 금요 드라마 《매혹》 (단역)
- 1992년 ~ 1994년 MBC 일요 아침 드라마《한지붕 세가족》- 방범대장(3기, 단역), 진우 (4기, 조연)
- 1992년 ~ 1993년 MBC 주말연속극 《아들과 딸》 ... 한석호 역
- 1993년 MBC 단막극 《MBC 베스트극장 - 유년의 삽화》 (나레이션)
- 1993년 MBC 수목 드라마 《폭풍의 계절》
- 1993년 MBC 단막극 《MBC 베스트극장 - 가면의 꿈》 ... 창수 역
- 1993년 MBC 월화 특별기획 드라마《파일럿》 ... 대한항공 B727 B747 부기장 박상현 역
- 1994년 MBC 주말연속극 《서울의 달》 ... 김홍식 역
- 1994년 MBC 단막극 《MBC 베스트극장 - 그들만의 방》 ... 재현 역
- 1994년 MBC 월화 미니시리즈 《도전》... (중간투입)
- 1994년 MBC 창사기념 특별기획 드라마 《까레이스키》 ... 유재상 역
- 1995년 MBC 광복 50주년 특별기획 드라마 《전쟁과 사랑》 ... (특별출연)
- 1995년 MBC 월화드라마 《호텔》 ... 임형빈 역
- 1997년 MBC 청춘시트콤 《남자 셋 여자 셋》 ... 1997년 여름 방학 특집 문화대 라디오 학업 독려 방송에 나온 문화대학교 공업디자인학과 졸업생 한석규 역으로 목소리 출연 (카메오)
- 2011년 SBS 수목 대기획 드라마 《뿌리깊은 나무》 ... 세종 이도 역
- 2014년 SBS 월화 대기획 드라마 《비밀의 문: 의궤 살인 사건》 ... 영조 임금 역
- 2016년 ~ 2017년 SBS 월화드라마 《낭만닥터 김사부》 ... 김사부 / 부용주 역
- 2019년 OCN 토일드라마 《왓쳐》 ... 도치광 역
- 2020년 SBS 월화드라마 《낭만닥터 김사부 2》 ... 김사부 / 부용주 역
- 2022년 Watcha 오리지널 드라마 《오늘은 좀 매울지도 몰라》 ... 강창욱 역
- 2023년 SBS 금토드라마 《낭만닥터 김사부 3》 ... 김사부 / 부용주 역
- 2024년 MBC 금토드라마 《이토록 친밀한 배신자》 … 장태수 역
- 2025년 tvN 월화드라마 《신사장 프로젝트》 … 신 사장 역

### 영화
- 1995년 《닥터 봉》(이광훈 감독) ... 봉준수 역
- 1995년 《말미잘》(유현목 감독) (특별출연)
- 1996년 《은행나무 침대》(강제규 감독) ... 수현/종문 역
- 1997년 《초록물고기》(이창동 감독) ... 김막동 역
- 1997년 《넘버 3》(송능한 감독) ... 서태주 역
- 1997년 《접속》(장윤현 감독) ... 권동현 역
- 1998년 《8월의 크리스마스》(허진호 감독) ... 유정원 역
- 1999년 《쉬리》(강제규 감독) ... 유중원 역
- 1999년 《텔 미 썸딩》(장윤현 감독) ... 조민석 역
- 2003년 《이중간첩》(김현정 감독) ... 림병호 역
- 2004년 《주홍글씨》(변혁 감독) ... 이기훈 역
- 2005년 《그때 그사람들》(임상수 감독) ... 주 과장 역
- 2005년 《미스터 주부퀴즈왕》(유선동 감독) ... 조진만 역
- 2006년 《음란서생》(김대우 감독) ... 김윤서 역
- 2006년 《구타유발자들》(원신연 감독) ... 이문재 역
- 2006년 《사랑할 때 이야기하는 것들》(변승욱 감독) ... 심인구 역
- 2008년 《눈에는 눈 이에는 이》(곽경택, 안권태 감독) ... 백성찬 역
- 2009년 《백야행 - 하얀 어둠 속을 걷다》(박신우 감독) ... 한동수 역
- 2010년 《이층의 악당》(손재곤 감독) ... 강창인 역
- 2013년 《베를린》(류승완 감독) ... 정진수 역
- 2013년 《파파로티》(윤종찬 감독) ... 나상진 역
- 2014년 《상의원》(이원석 감독) ... 조돌석 역
- 2017년 《프리즌》(나현 감독) ... 정익호 역
- 2018년 《아버지의 전쟁》(임성찬 감독) ... 백석 역
- 2019년 《우상》(이수진 감독) ... 구명회 역
- 2019년 《천문: 하늘에 묻는다》(허진호 감독) ... 세종 역

## 그 외 기타 출연작

### 방송
- 1984년 MBC《제5회 MBC 강변가요제》- 참가자(덧마루 팀)
- 1991년 MBC 《토요일 토요일은 즐거워》-20기 신인 탤런트 무대
- 1993년 MBC 《결정! 최고 인기가요》
- 1993년 MBC 《음악이 있는 곳에》
- 1993년 MBC 《토요일 토요일은 즐거워》- 파일럿 팀
- 1993년 MBC 《생방송 새아침》 - 수요초대석
- 1993년 MBC 《일요일 일요일 밤에》 - 스타의 데뷔시절
- 1993년 MBC 《한국가요제전》
- 1994년 MBC 《생방송 아침만들기》 - 서울의 달 팀
- 1994년 MBC 《대학가요제》
- 1994년 MBC 《일요일 일요일 밤에》 - 한다면 한다
- 1994년 MBC 《토요일 토요일은 즐거워》- 서울의 달 팀
- 1994년 MBC 《다시보는 MBC》
- 1994년 MBC 《출발 비디오 여행》
- 1995년 MBC 《시사매거진 2580》
- 1995년 MBC 《토요일 토요일은 즐거워》- 은행나무 침대 팀
- 1995년 KBS2 《연예가중계》
- 1996년 SBS 《한밤의 TV연예》
- 1997년 KBS2 《이소라의 프로포즈》
- 1997년 MBC 《시사매거진 2580》 - 인물탐
- 1997년 SBS 《이홍렬쇼》
- 1997년 SBS 《기쁜 우리 토요일》
- 1998년 KBS2 《서세원쇼》
- 1998년 KBS2 《이소라의 프로포즈》
- 1999년 SBS 《접속 무비월드》
- 1999년 MBC 《MBC 스페셜》 - 쉬리가 남긴것
- 1999년 KBS2 《이소라의 프로포즈》
- 1999년 KBS2 《20세기 한국 TOP 10》 - 추억의 명배우들
- 2000년 KBS2 《도전! 골든벨》(첫도전) 서울 용문고 편 출신 동문으로 출연
- 2005년 KBS2 《윤도현의 러브 레터》
- 2008년 SBS 《김정은의 초콜릿》
- 2008년 SBS 《한밤의 TV연예》
- 2011년 SBS 《한밤의 TV연예》
- 2013년 SBS 《힐링캠프 기쁘지 아니한가》
- 2014년 JTBC 《JTBC 뉴스룸》
- 2018년 KBS 대구 《기억, 마주서다》 (나레이션)
- 2019년 KBS1 《도전! 골든벨》(재도전) 서울 용문고 편 출신 동문으로 출연
- 2019년 MBC 《출발 비디오 여행》
- 2025년 KBS1 《제주항공 여객기 참사 그 후 100일.. 작별하지 않는다》 (나레이션)

### 라디오
- 2019년 MBC FM4U 《배철수의 음악캠프》(with 최민식)

### 광고(CF)
| 연도                            | 기업명       | 브랜드명 (종류)                   | 공동 출연                                                                        |
| ------------------------------- | ------------ | --------------------------------- | -------------------------------------------------------------------------------- |
| 1993년                          | 삼성물산     | 빈폴 (의류)                       | 양정아                                                                           |
| 1993년                          | 삼성전자     | 그린컴퓨터 (컴퓨터)               |                                                                                  |
| 1993년                          | 현대자동차   | 엑셀GS (자동차)                   |                                                                                  |
| 1994년                          | 유한킴벌리   | 비바화장지                        |                                                                                  |
| 1994년                          | LG생활건강   | 죽염치약                          |                                                                                  |
| 1994년 ~ 1995년                 | 하이트진로   | 하이트 맥주                       | 박상원, 최상훈, 최수종, 이창훈, 음정희, 김용건, 강문영 (1994년), 온도계 (1995년) |
| 1994년 ~ 1995년                 | 광동제약     | 썬키스트 훼미리 쥬스              | 고현정, 김혜수, 김미숙, 손지창                                                   |
| 1996년                          | 데이콤       | 시외전화 082 (통신)               |                                                                                  |
| 1996년                          | 위니아전자   | 동부대우입체냉장고 탱크2 (냉장고) | 유인촌                                                                           |
| 1996년 ~ 1997년 2001년 ~ 2002년 | 삼성물산     | 갤럭시 (남성정장)                 |                                                                                  |
| 1997년 ~ 1998년                 | LG칼텍스     | 기업PR - 푸른서비스,보너스카드    |                                                                                  |
| 1993년 ~ 1997년                 | 선창산업     | 썬우드가구                        |                                                                                  |
| 1998년                          | 한국화장품   | 파메스 (남성 화장품)              |                                                                                  |
| 1998년                          | SK텔레콤     | 넷츠고 (PC통신)                   | 강성연                                                                           |
| 1998년 ~ 2002년                 | SK텔레콤     | 스피드011 (통신)                  | 청운스님, 故장진영(1998년), 황인영(1999년)                                       |
| 1999년                          | 팬택         | 스카이 (휴대 전화)                |                                                                                  |
| 1999년 ~ 2000년                 | 동서식품     | 맥심(커피)                        | 황수정(1999년), 안성기, 심은하(2000년)                                           |
| 1999년 ~ 2003년                 | 하나은행     | 외환은행 (금융)                   |                                                                                  |
| 2000년 ~ 2004년                 | LG전자       | 액스캔버스 (TV 가전)              |                                                                                  |
| 2002년                          | SK텔레콤     | 모네타 (통신)                     | 이요원, 정지훈                                                                   |
| 2002년                          | SK텔레콤     | SK텔레콤 IMT2000 (통신)           |                                                                                  |
| 2004년 ~ 2007년                 | 기탄교육     | 기탄교육                          |                                                                                  |
| 2005년                          | 교보생명보험 | 교보생명 (보험)                   |                                                                                  |
| 2006년                          | LG유플러스   | LG유플러스 (통신)                 | 김주혁                                                                           |
| 2006년                          | 삼성화재     | 올라이프 (보험)                   |                                                                                  |
| 2008년                          | SK에너지     | 엔크린솔룩스                      |                                                                                  |
| 2010년                          | 던롭코리아   | 젝시오 (골프용품)                 | 김희애                                                                           |
| 2009년 ~ 2010년                 | 한국증권금융 | 한국증권금융                      |                                                                                  |
| 2012년 ~ 2014년                 | 메리츠화재   | 메리츠화재 (보험)                 | 걱정인형, 조여정                                                                 |
| 2012년 ~ 2013년                 | LS네트웍스   | 몽벨 (아웃도어)                   |                                                                                  |
| 2014년                          | SK텔레콤     | LTE-A(통신)                       | 임은경, 이정재, 전지현                                                           |
| 2015년                          | 한국야쿠르트 | 윌                                |                                                                                  |
| 2017년 ~ 2022년                 | 한국인삼공사 | 정관장(천녹)                      |                                                                                  |

## 수상 및 후보
| 연도 | 시상식                                | 부문                                             | 작품                             | 결과 |
| ---- | ------------------------------------- | ------------------------------------------------ | -------------------------------- | ---- |
| 1984 | MBC 강변가요제                        | 장려상                                           | 길 잃은 친구에게                 | 수상 |
| 1993 | MBC 방송대상                          | 남자 신인연기상                                  | 파일럿, 아들과 딸, 한지붕 세가족 | 수상 |
| 1994 | 제30회 백상예술대상                   | TV부문 남자 신인연기상                           | 파일럿                           | 후보 |
| 1994 | MBC 방송대상                          | 남자 최우수연기상                                | 서울의 달, 까레이스키            | 수상 |
| 1994 | TV저널 올해의 스타상                  | 탤런트부문 우수상                                | 서울의 달                        | 수상 |
| 1995 | 제31회 백상예술대상                   | TV부문 남자 최우수연기상                         | 서울의 달                        | 후보 |
| 1995 | 제6회 이천춘사대상영화제              | 신인남우상 (이병헌과 공동수상)                   | 닥터 봉                          | 수상 |
| 1995 | 제16회 청룡영화상                     | 남우주연상                                       | 닥터 봉                          | 후보 |
| 1996 | 제1회 씨네21 영화상                   | 신인배우상                                       | 닥터 봉                          | 수상 |
| 1996 | 제32회 백상예술대상                   | 영화부문 남자 신인연기상                         | 닥터 봉                          | 수상 |
| 1996 | 제32회 백상예술대상                   | 영화부문 남자 최우수연기상                       | 닥터 봉                          | 후보 |
| 1996 | 제34회 대종상                         | 신인남우상                                       | 닥터 봉                          | 후보 |
| 1996 | 제34회 대종상                         | 남우주연상                                       | 은행나무 침대                    | 후보 |
| 1996 | 제17회 청룡영화상                     | 남우주연상                                       | 은행나무 침대                    | 후보 |
| 1997 | 제33회 백상예술대상                   | 영화부문 남자 최우수연기상                       | 초록물고기                       | 수상 |
| 1997 | 제17회 한국영화평론가협회상           | 남우주연상                                       | 초록물고기                       | 수상 |
| 1997 | 제20회 황금촬영상                     | 최우수 인기남우상                                | 초록물고기                       | 수상 |
| 1997 | 제35회 대종상                         | 남자 인기상                                      | 초록물고기, 접속, 넘버 3         | 수상 |
| 1997 | 제35회 대종상                         | 남우주연상                                       | 초록물고기                       | 수상 |
| 1997 | 제18회 청룡영화상                     | 인기스타상                                       | 초록물고기, 접속, 넘버 3         | 수상 |
| 1997 | 제18회 청룡영화상                     | 남우주연상                                       | 초록물고기                       | 수상 |
| 1998 | 제34회 백상예술대상                   | 영화부문 남자 최우수연기상                       | 8월의 크리스마스                 | 후보 |
| 1998 | 제1회 디렉터스 컷 시상식              | 올해의 남자 연기자상                             | 8월의 크리스마스                 | 수상 |
| 1998 | 제3회 여성관객영화상                  | 최고의 남자배우상                                | 8월의 크리스마스                 | 수상 |
| 1998 | 씨네21 영화상                         | 올해의 남자배우                                  | 8월의 크리스마스                 | 수상 |
| 1998 | 제19회 청룡영화상                     | 인기스타상                                       | 8월의 크리스마스                 | 수상 |
| 1998 | 제19회 청룡영화상                     | 남우주연상                                       | 8월의 크리스마스                 | 후보 |
| 1999 | 제35회 백상예술대상                   | 영화부문 남자 최우수연기상                       | 쉬리                             | 후보 |
| 1999 | 제36회 대종상                         | 남자 인기상                                      | 8월의 크리스마스, 쉬리           | 수상 |
| 1999 | 제36회 대종상                         | 남우주연상                                       | 8월의 크리스마스                 | 후보 |
| 1999 | 제7회 한국최고인기연예대상            | 영화배우부문 남자 연기상                         | 쉬리, 텔 미 썸딩                 | 수상 |
| 1999 | 제20회 청룡영화상                     | 인기스타상                                       | 쉬리, 텔 미 썸딩                 | 수상 |
| 1999 | 제20회 청룡영화상                     | 남우주연상                                       | 텔 미 썸딩                       | 후보 |
| 2000 | 제37회 대종상                         | 남자 인기상                                      | 텔 미 썸딩                       | 수상 |
| 2004 | 제25회 청룡영화상                     | 남우주연상                                       | 주홍글씨                         | 후보 |
| 2005 | 제41회 백상예술대상                   | 영화부문 남자 최우수연기상                       | 그때 그사람들                    | 후보 |
| 2006 | 제5회 대한민국 영화대상               | 남우주연상                                       | 음란서생                         | 후보 |
| 2008 | 제17회 부일영화상                     | 남우주연상                                       | 눈에는 눈 이에는 이              | 후보 |
| 2011 | SBS 연기대상                          | 대상                                             | 뿌리깊은 나무                    | 수상 |
| 2011 | SBS 연기대상                          | 드라마스페셜부문 남자 최우수연기상               | 뿌리깊은 나무                    | 후보 |
| 2011 | SBS 연기대상                          | 10대 스타상                                      | 뿌리깊은 나무                    | 수상 |
| 2012 | 제48회 백상예술대상                   | TV부문 남자 최우수연기상                         | 뿌리깊은 나무                    | 후보 |
| 2012 | 제5회 코리아 드라마 어워즈            | 연기대상                                         | 뿌리깊은 나무                    | 후보 |
| 2012 | 제1회 에이판 스타 어워즈              | 남자 최우수연기상                                | 뿌리깊은 나무                    | 후보 |
| 2012 | 제3회 대한민국 대중문화예술상         | 대통령 표창                                      | 빈칸                             | 수상 |
| 2014 | SBS 연기대상                          | 대상                                             | 비밀의 문                        | 후보 |
| 2014 | SBS 연기대상                          | 장편드라마부문 남자 최우수연기상                 | 비밀의 문                        | 후보 |
| 2016 | SBS 연기대상                          | 대상                                             | 낭만닥터 김사부                  | 수상 |
| 2016 | SBS 연기대상                          | 장르·판타지드라마부문 남자 최우수연기상          | 낭만닥터 김사부                  | 후보 |
| 2016 | SBS 연기대상                          | 10대 스타상                                      | 낭만닥터 김사부                  | 수상 |
| 2017 | 제53회 백상예술대상                   | TV부문 남자 최우수연기상                         | 낭만닥터 김사부                  | 후보 |
| 2017 | 제10회 코리아 드라마 어워즈           | 연기대상                                         | 낭만닥터 김사부                  | 후보 |
| 2017 | 제54회 대종상                         | 남우주연상                                       | 프리즌                           | 후보 |
| 2019 | 제23회 판타지아 국제 영화제           | 슈발누아 경쟁부문 남우주연상 (설경구와 공동수상) | 우상                             | 수상 |
| 2019 | 제28회 부일영화상                     | 남우주연상                                       | 우상                             | 후보 |
| 2019 | 제28회 부일영화상                     | 남자 인기스타상                                  | 우상                             | 후보 |
| 2019 | 제19회 디렉터스 컷 시상식             | 올해의 남자연기자상                              | 우상                             | 후보 |
| 2020 | 제56회 대종상                         | 남우주연상                                       | 천문: 하늘에 묻는다              | 후보 |
| 2020 | 제56회 백상예술대상                   | 영화부문 남자 최우수연기상                       | 천문: 하늘에 묻는다              | 후보 |
| 2020 | 제25회 춘사영화제                     | 남우주연상                                       | 천문: 하늘에 묻는다              | 후보 |
| 2020 | 제29회 부일영화상                     | 남우주연상                                       | 천문: 하늘에 묻는다              | 후보 |
| 2020 | SBS 연기대상                          | 대상                                             | 낭만닥터 김사부 2                | 후보 |
| 2020 | SBS 연기대상                          | 장르·액션부문 남자 최우수연기상                  | 낭만닥터 김사부 2                | 후보 |
| 2023 | 제21회 디렉터스 컷 시상식             | 시리즈부문 올해의 남자배우상                     | 오늘은 좀 매울지도 몰라          | 후보 |
| 2023 | 제14회 코리아 드라마 어워즈           | 연기대상                                         | 낭만닥터 김사부 3                | 후보 |
| 2023 | SBS 연기대상                          | 대상                                             | 낭만닥터 김사부 3                | 후보 |
| 2023 | SBS 연기대상                          | 시즌제드라마부문 남자 최우수연기상               | 낭만닥터 김사부 3                | 후보 |
| 2024 | 제37회 그리메상 시상식                | 최우수 남자연기상                                | 이토록 친밀한 배신자             | 수상 |
| 2024 | 씨네 21 올해의 시리즈                 | 올해의 남자배우                                  | 이토록 친밀한 배신자             | 수상 |
| 2024 | MBC 연기대상                          | 대상                                             | 이토록 친밀한 배신자             | 수상 |
| 2024 | MBC 연기대상                          | 미니시리즈부문 남자 최우수연기상                 | 이토록 친밀한 배신자             | 후보 |
| 2024 | MBC 연기대상                          | 베스트 커플상 (with 채원빈)                      | 이토록 친밀한 배신자             | 후보 |
| 2025 | 제61회 백상예술대상                   | 방송부문 남자 최우수연기상                       | 이토록 친밀한 배신자             | 후보 |
| 2025 | 제1회 이탈리아 글로벌 시리즈 페스티벌 | 남우주연상                                       | 이토록 친밀한 배신자             | 수상 |